# 澳門威尼斯人
澳門威尼斯人（The Venetian Macao）位於澳門路氹城填海區金光大道地段，佔地200萬平方英尺，開幕時是亞洲最大的單幢式酒店及全球最大的賭場。 澳门威尼斯人在坊間俗稱為澳門威尼斯人度假村、威尼斯人、威記等。

## 歷史
2005年3月18日，威尼斯人澳門連同多個品牌，正式宣佈一個名為路氹金光大道的發展項目——在路氹城（當時稱之為：路氹新城）0.8平方公里的土地上耗時約7至10年時間分3期發展7個地段，包括20間酒店，提供共約60,000間客房、多間商場、休閒設施及赌場，總投資額預計將達到120-150億美元（折算約為澳門元1000億元左右），整個項目計劃將包括酒店、會展和赌場三大主要部分，集合休閒、娛樂、渡假於一身。2005年5月26日該項目首期──澳門威尼斯人酒店上蓋工程舉行動土儀式，於2007年8月28日投入使用。其他項目也在興建中。

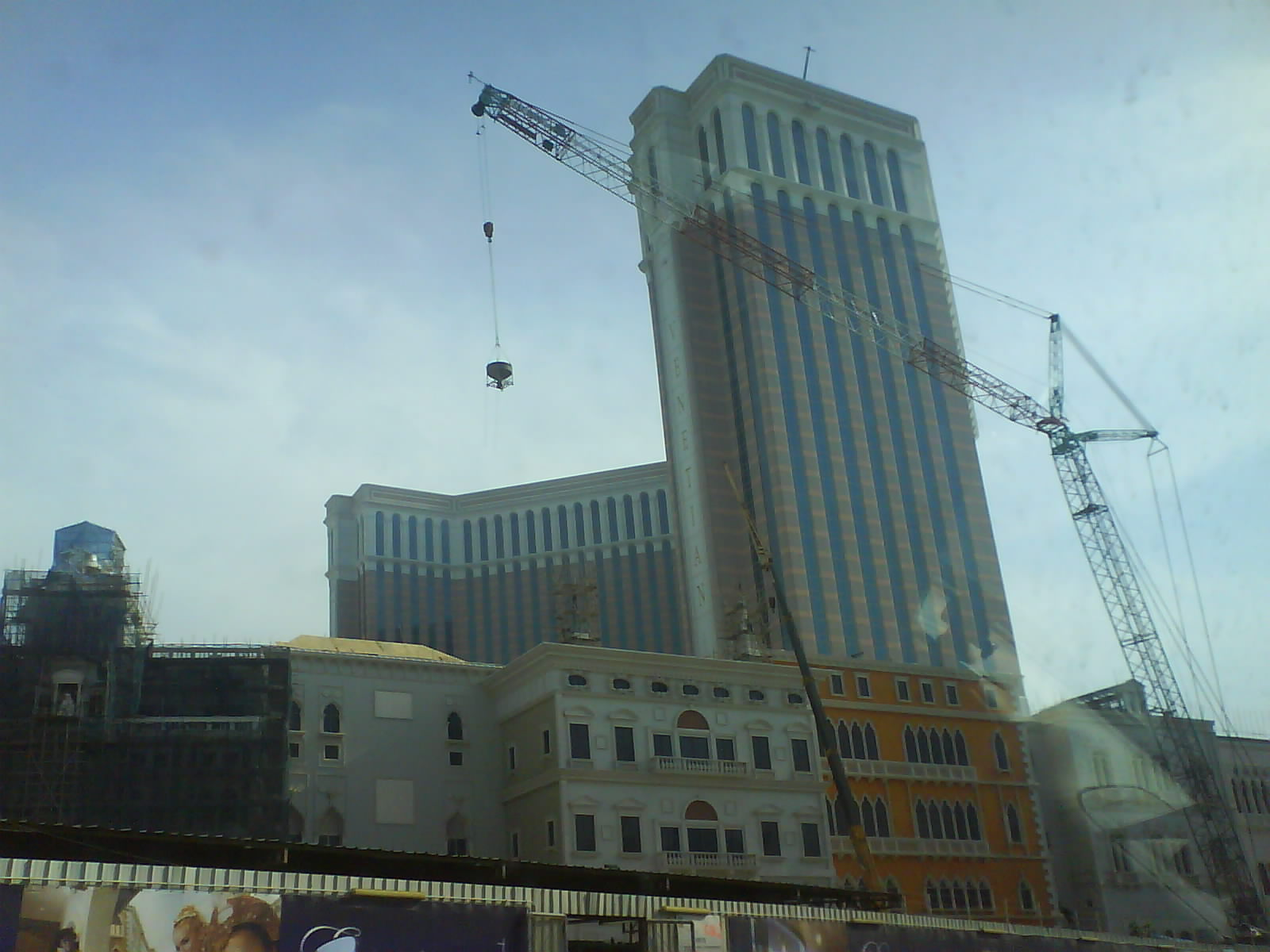
興建中的「威尼斯人」（攝於2007年5月6日）
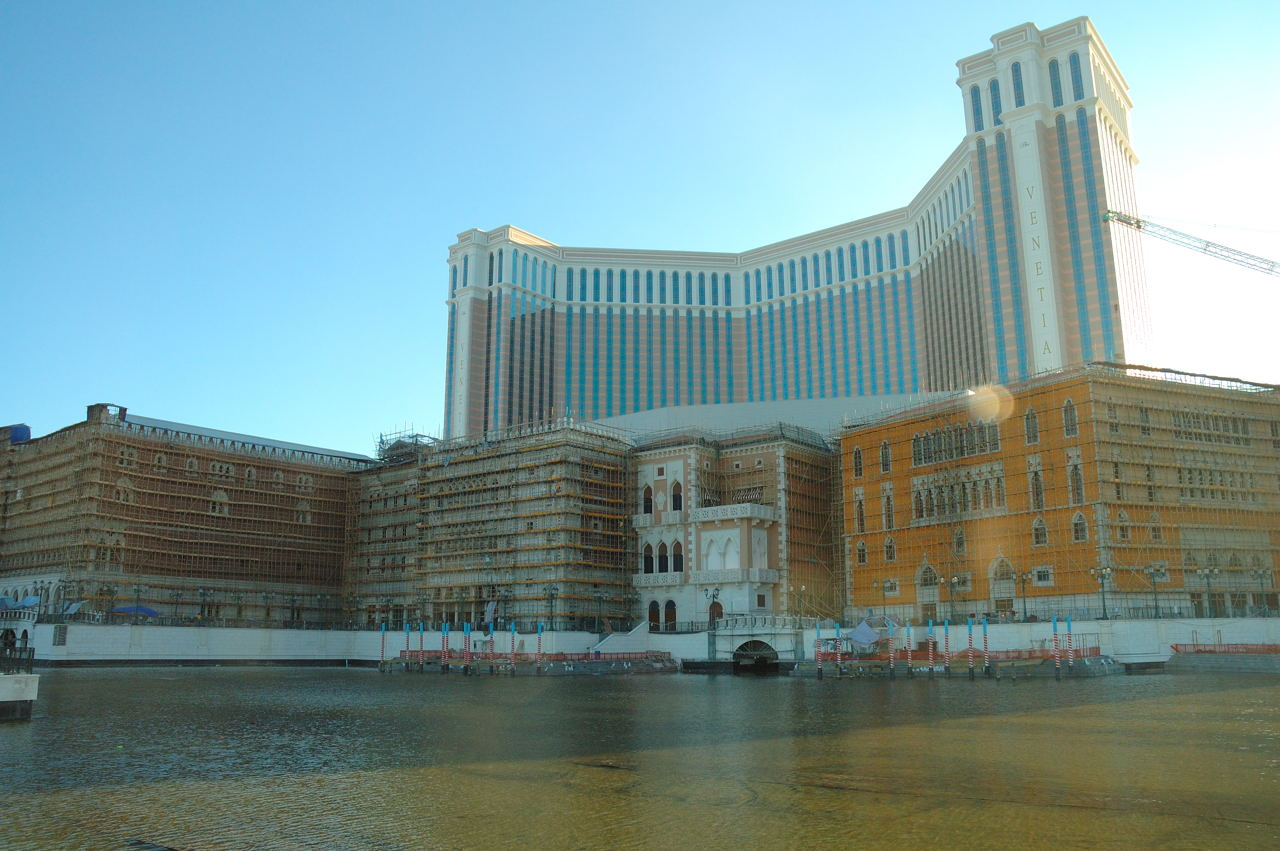
興建中的「威尼斯人」（攝於2007年7月22日）

2007年–2008年全球金融危機期間，美國多家公司受創，發展商金沙集團也瀕臨破產，興建中的項目無限期停工。2010年，金沙集团重启工程，最终路氹金光大道于2012年全面落成。

## 卖点

### 影响力
酒店是威尼斯人（澳門）股份有限公司（下稱：威尼斯人澳門）於金光大道地段的一個重點大型建設項目，集大型博彩娛樂、賭場、會展、酒店及表演、購物元素於一體。在正式啟用前，首個試用的客戶是英超球隊曼聯。第一期工程於2007年8月28日揭幕，並於晚上7:18正式對外開放，開幕首日5小時入場人數約7萬人，首三天接待約30多萬人次入場；而在酒店開幕後首個農曆新年年初六（2008年2月12日），也就是酒店開幕後的169天便迎來第1000萬名訪客。 2008年，澳门威尼斯人酒店被酒店星光奖评选为中国十大最具魅力酒店之一。

### 概念
度假村酒店由威尼斯人澳門所持有及營運，其建築特式依照美國拉斯維加斯的威尼斯人酒店。酒店以威尼斯水鄉為主題，酒店範圍內是充滿威尼斯特色拱橋、小運河及石板路。由於澳門威尼斯人度假村酒店的概念是源於拉斯維加斯威尼斯人度假村酒店，因此一直被視為後者的複製版。

## 纠纷
- 某51岁澳门人，在2014年4月18日在澳门威尼斯人娱乐场耍角子机中了1279万多大奖。赌场却说是机器故障，拒绝向事主支付欠款，并表示只能补偿事主的餐费，经讨价还价后赌场表示可以给事主赢到的十分之一，不过在同一轮投注输掉的400多万也不肯发还。事主心有不甘，向香港《东方日报》投诉，又找来澳门立法会议员高天赐和梁榮仔，一起向特区政府投诉。[6]博监局判机器故障属实，事主既得不到赢的1279万多，也拿不回输的400多万。同年7月16日，高天赐在立法会会议质问官员，雪万龙说不发彩是依法办事。立法会议员区锦新也对政府和博企做法，予以批评，说有法例缺陷——每有纷争，不是政府派人查证，而是赌场自选公司写检测报告来定断，只要指机器故障，便不用向顾客派奖金，也无须退回失灵器材错收的投注，更不会被政府惩罚。事主准备靠高天赐找经济财政司追讨。[7]

- 2008年，某24岁澳门人在澳門威尼斯人賭場某参加老虎机推广游戏，办卡时无查核底細，也一直不获告知细则条款，她输钱和几次赢得30元小奖时，都未被阻止。到她中了106万大奖即将派发时，职员才拿来条款文件和说她有亲人在赌场工作，犯了规，被取消资格，没钱收。她去政府博监局投诉，说先前无从得知有此所谓规则，裁决是不派彩。政府说赌场虽然沒有把这规则写出来，但是有挂指示，指存在某些能够从赌场服务桌询问得知的规则，她有责任主动去了解了才参加游戏。[8][9][10]

## 罪案及死伤

### 工人
2005年12月26日，地盘天秤倒塌，工人一死五伤。
2008年12月8日，威尼斯人地盘空调部件落下，压死了一工人。
2015年7月17日，威尼斯人地盤一名工人被吊臂車上散落的鐵架壓斃。

### 客人
2007年12月19日，38岁谭姓男赌客，在澳门威尼斯人酒店18楼某房间勒死一名39岁梁姓女高利贷中介人，及後縱火。
2013年5月10日，三男子禁锢一广东女赌客在澳门威尼斯人酒店某房间里，迫她致电亲友给錢赎人，期间吊颈自杀死亡。
2013年9月3日，有个59岁香港男人在澳门威尼斯人人工湖淹死，尸体带着遗书，警察相信他是自杀的。
2015年10月3日，有个51岁香港男人在澳门威尼斯人人工湖跳湖自杀，被救起送到医院，在翌日没命。
2018年9月4日，一男一女工干内地人，住在澳门威尼斯人酒店时被入室抢劫。
2019年9月5日，一吊颈死尸被发现在澳门威尼斯人行人天桥下侧。
2021年4月28日，一名40至50歲國藉不詳的男子被酒店職員發現仰臥於35樓某房間浴室地上，屍體僵硬並有屍斑，死因仍待司警調查。
2021年5月7日，一名50歲当换钱党的黄姓內地女人於該酒店31樓某房間被一名40岁霍姓河北男人劫杀，后者被大陆公安逮捕。

## 設施

### 威尼斯人度假村酒店

#### 套房
酒店大樓樓高39層，設有3,000多間標準酒店套房，是全澳最大型的酒店大樓，全部套房面積均超過750平方呎。酒店的主樓部份的設計意念源於美國拉斯維加斯威尼斯人酒店項目，酒店房分為皇室套房、貝麗套房、維羅納套房、天倫樂套房及維雅套房五種，全部套房面積均超過70平方米（755平方尺）。
酒店共設有64間御匾會套房，除部分套房可公開預訂外，全只預留予御匾會會員及酒店貴賓入住。御匾會套房面積由70平方米（755平方尺）至721平方米（7770平方尺）不等。
酒店開幕初期以優惠價作招徠，期後又給予澳門居民的預訂優惠，因此開幕初期連日爆滿。往後酒店不斷地以優惠套餐價形式作宣傳，令酒店長期入住率偏高，其中於節、假日前後的宣傳更重，針對不同的節日推出不同的套餐優惠；而當金光飛航正式啟航後，更推出來回船票住宿等一條龍式優惠套餐，這些宣傳方式於澳門是很少見的。
酒店套房在2017年起進行翻新，將於同年十二月前完成。全面翻新後以更現代的風格為主題，並更換全新傢俬及固定裝置。

#### V
「V」是威尼斯人休閒區一貫使用的商業用語，而澳門威尼斯人的V主要分為「V水療中心」以及「V健身中心」。
V水療中心
位於澳門威尼斯人度假村酒店五樓，設有多個護理療程，多個系列（包括：Kerstin Florian及）的品牌供賓客選用，並且設有產品銷售服務。
V泳池
位於澳門威尼斯人度假村酒店的地面及五樓，納入V水療的其中一個部份，設有柏岸池、天藍池和綠意池等多個游泳池，威尼斯人池畔花園以及水力按摩浴池等設施；而「池畔小屋」則設於游泳池旁，可供顧客於泳池邊開辦生日會或私人派對，小屋内的設備包括等離子平面電視機、古式吊扇、空調和電話等。小屋租金澳門幣$300/4小時，或$600一天。
V健身中心
位於澳門威尼斯人度假村酒店七樓，設有散步、跑步專區，健身單車以及舉重等基本健身設施，並備有先進的有氧运动設施和減肥訓練器材。
湖景咖啡閣
位於澳門威尼斯人度假村酒店五樓，為全個「V」提供美食及飲品。

#### 君度十八洞小型高爾夫球場
君度十八洞小型高爾夫球場位於威尼斯人度假村酒店大樓主體建築面前，即大運河購物中心之上的露天平台，是澳門首個設置於酒店內的迷你高爾夫球場地。球場於2008年2月1日開幕，總面積達1.1萬平方米，備有18洞，是一個供酒店套房賓客專用的小型高爾夫球場，每局每位收費澳門幣$80。

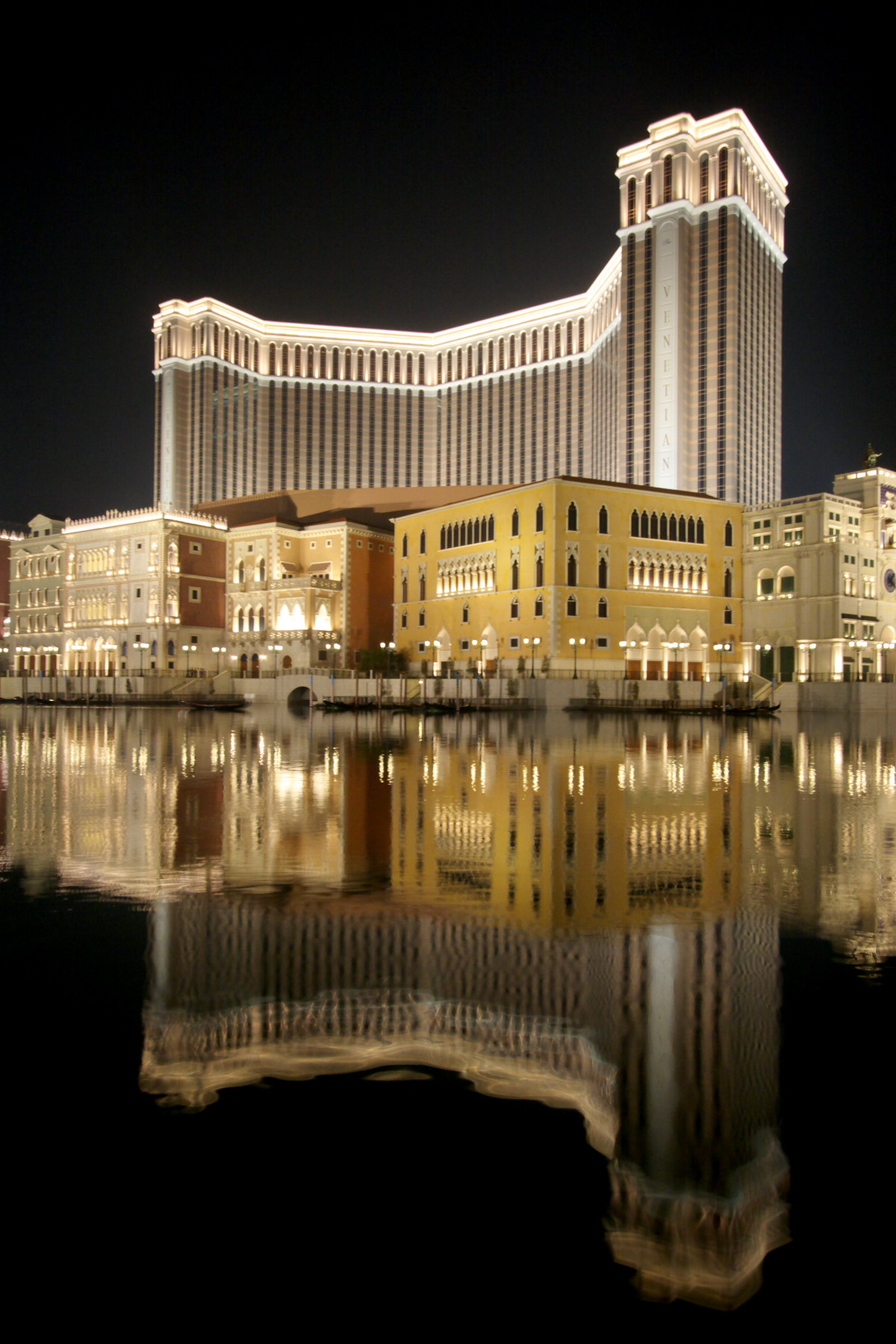
澳門威尼斯人度假村酒店夜景
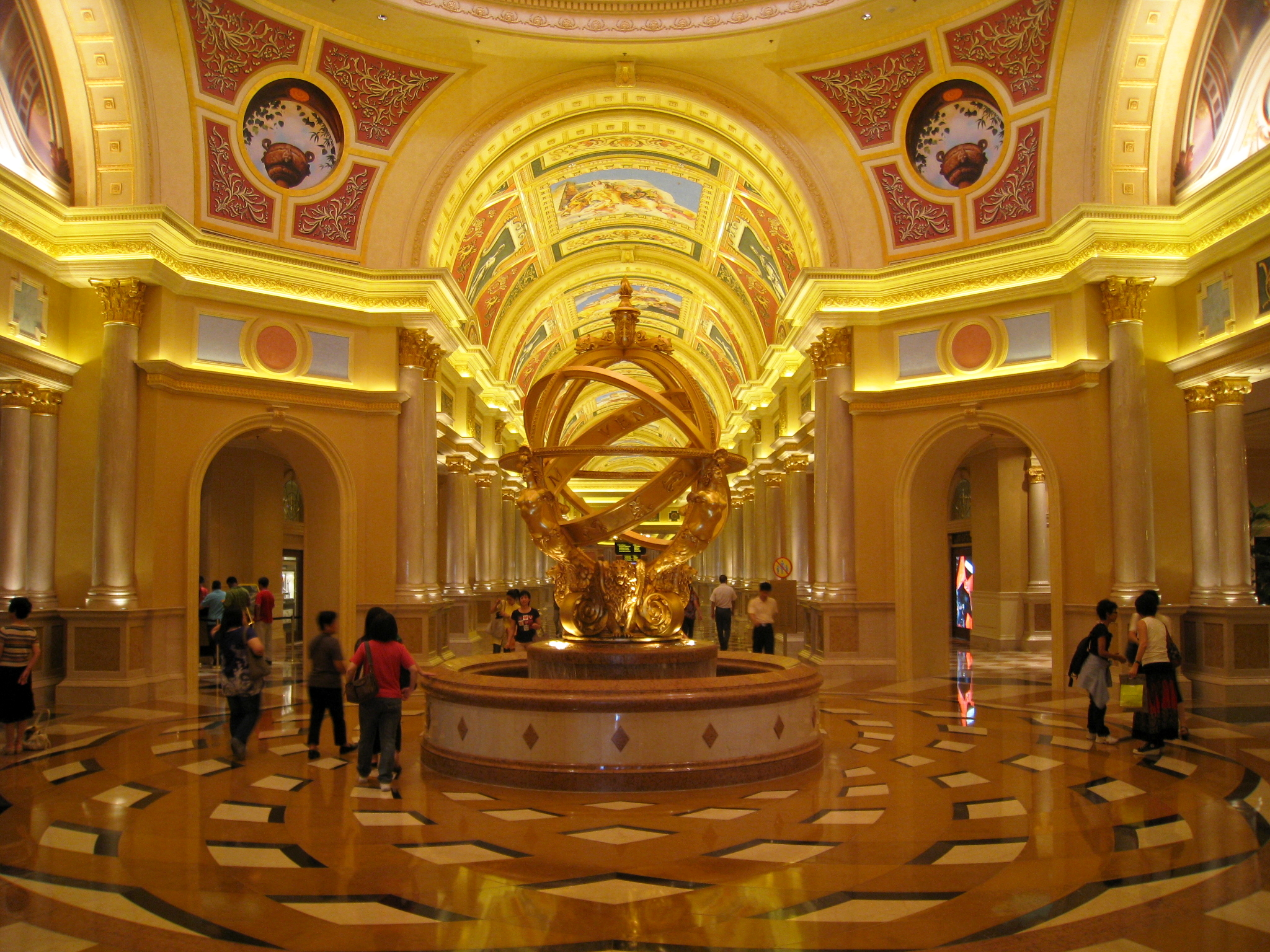
澳門威尼斯人度假村正門入口
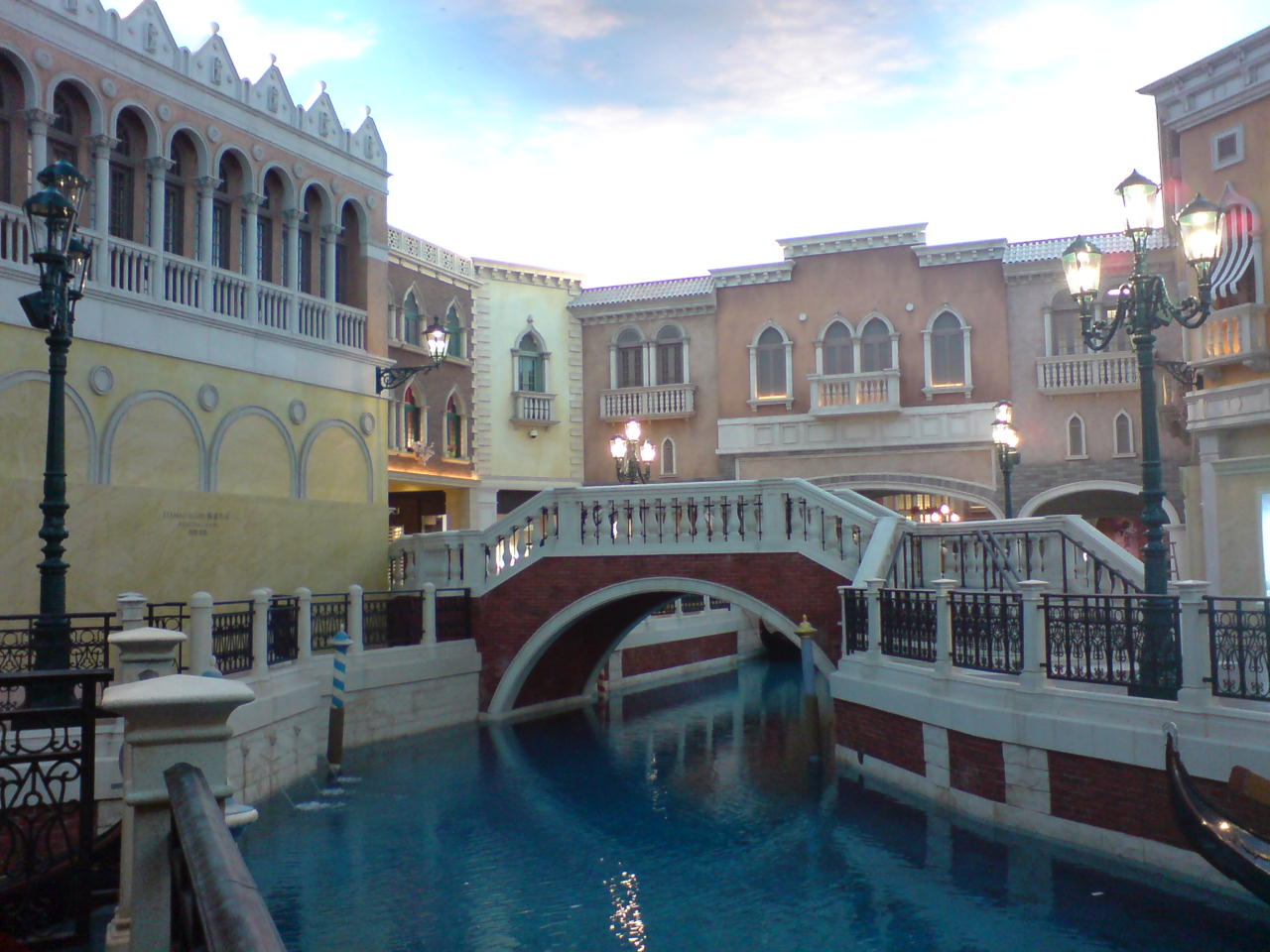
澳門威尼斯人度假村大運河購物中心

### Malo Clinic Macau
「Malo Clinic」及「Malo Clinic SPA」是MALO CLINIC Health Group的旗下公司，位於澳門威尼斯人度假村酒店內的大運河購物中心5樓。這是亞洲區內其中一所最大型及最具規模的建設，提供全面的醫療護理及水療服務。整個「Malo Clinic」總面積約84,400平方尺。設施包括有6間手術室、58間豪華水療室、先進水療設備及世界級髮廊等。聘請了來自全球各地的50名醫生及100名理療師。

#### Malo Clinic診所
Malo Clinic診所的七大專業範疇包括：口腔修復及牙科美容、預防及治療醫學、水療、美容、美容外科、康體，及維康保健。
診所提供的醫療門診服務包括一般手術：心臟科、眼科、耳鼻喉科、整形外科、口腔病科、內科、兒科、泌尿科、婦科、皮膚科、腸胃科、物理療法及美容。診所使用最先進的醫療器材及診斷科技，包括磁力共振、眼科激光、數位式乳腺X光攝影檢查術等。而MALO CLINIC最擅長的牙科服務會包括口腔手術、口腔種植、牙周病科及口腔修復科、牙科醫學、兒科牙科醫學、口腔保健、放射線醫學、牙髓病科及齒科矯正。

#### Malo Clinic SPA
Malo Clinic SPA是一個大型的水療中心，配合了診所的服務，中心會提供結合診所專門技術的治療性方案。中心設有不同的水療套房可供選擇，包括單人、雙人、豪華、尊貴豪華以至團體用護理套房。另外更附設專門提供維希淋浴、乾式漂浮、按摩浴池及鹽水漂浮等服務的套房。
SPA中心約有共58間理療室供顧客使用；而獨立的男士及女人更衣室分別提供熱力及水療體驗，包括蒸氣淋浴、桑拿、土耳其浴及不同溫度的活力池。於更衣室上層分設男女休憩間，讓顧客可享更方便舒適的私人空間。

### 澳門威尼斯人會議中心

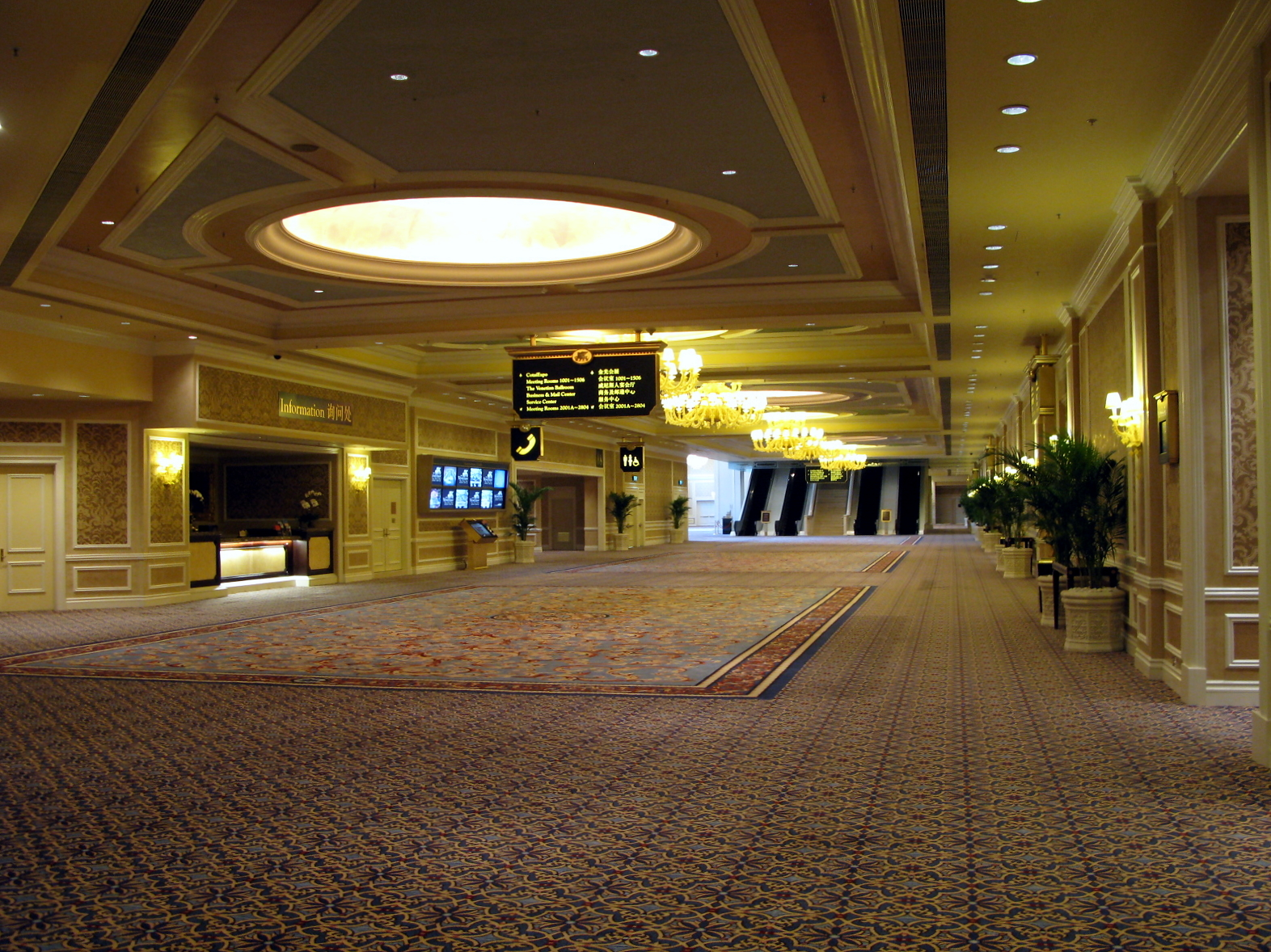
澳門威尼斯人會議展覽中心大堂 （2010年）

澳門威尼斯人會議中心的淨使用空間約120,000方平方米，中心共設有6個展覽廳和108個相連會議廳，同時可容納約5萬人以及5000個展位。中心的最大優點在於靈活的會議及展覽設施能輕易作出調整設置，充分配合不同規模活動的需要，適合舉辦各種不同規模的會議及展覽活動。另外中心另設有表演廳、薩雅劇院以及15,000座位的金光綜藝館，是全澳最大的室內活動場館。

### 路氹金光大道－金光綜藝館
路氹金光大道－金光綜藝館是澳門最大的一個室內活動場館，可同時容納超過15,000人，全館設有空氣調節，場內並無任何支柱。綜藝館位於威尼斯人度假村內，與澳門威尼斯人度假村於2007年8月28日同時開幕啟用，當晚更是度假村開幕的主要表演場館，同時邀請了香港藝人譚詠麟、樂隊草蜢，台灣知名歌手張惠妹、陶喆、及外國樂壇經典人物黛安娜·羅斯等到場演出。
開幕至今綜藝館舉辦過多個國際性盛事，當中包括NBA中國賽、重量級拳王爭霸賽、網球爭霸戰、世界女排大獎賽等；而國際知名歌手碧昂絲·諾利斯、席琳·狄翁等，歌唱組合黑眼豆豆、小野貓（小野貓）以及警察樂隊，台灣歌手周杰倫等都曾於綜藝館內舉辦過多場演唱會。
2008年9月金光綜藝館將會舉行已停辦11年的「澳門小姐競選（2008）」，而11月則舉辦全球四大選美之一──「國際小姐競選（2008）」。

### 威尼斯人劇場

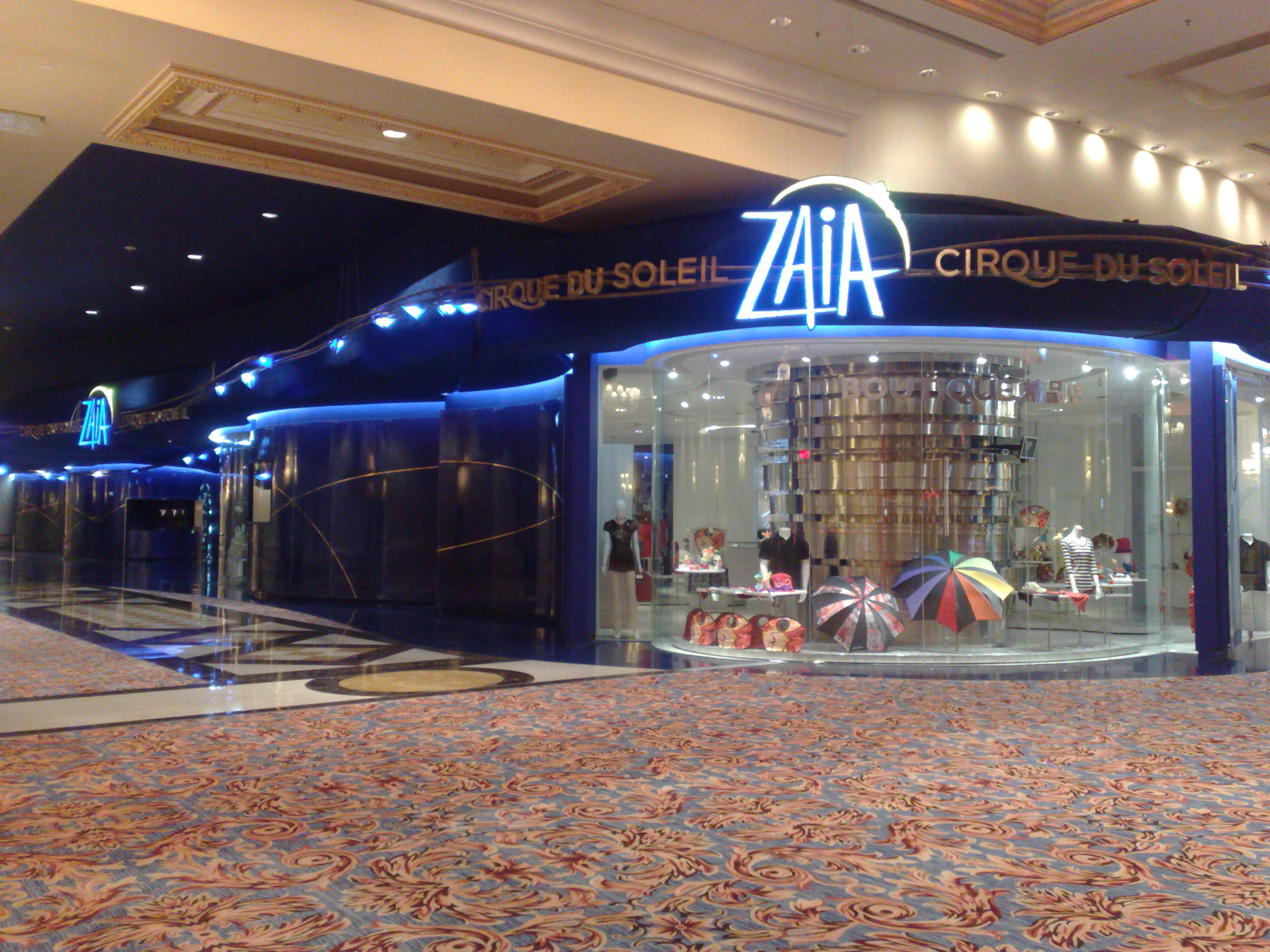
威尼斯人劇場入口

位於澳門威尼斯人度假村酒店內，場內設有逾1800個座位。劇場與金光綜藝館定位不同，大多曾舉辦藝術家或著名樂團的表演，如：小提琴表演藝術家姚珏、歌手陳潔靈）以及格林美獎得主George Benson、中國國家交響樂團、冰上天鵝湖等等。
劇場前身為威尼斯人劇院，亦曾稱為薩雅劇院（ZAIA Theater），是太陽劇團（索拉奇藝坊）在美洲以外首個進駐亞洲的長駐場館，演出的節目是《ZAIA》（薩雅）。劇院是應劇團的要求所設計，舞台圓拱形的布景高88呎，佈滿閃亮星星，觀眾猶如望覑窗外世界，觀眾座位亦較拉斯維加斯及奧蘭多的場館多，劇院觀眾席上空的橢圓形軌道隨時有演員轉來轉去，拉近演員與觀眾距離。過去，劇團一周公演6天，每日會表演一至兩場長約90分鐘的劇目。
2012年2月7日，金沙中國宣佈重整演藝表演娛樂項目，包括重新設計威尼斯人多功能劇院、金沙城中心新設一系列新娛樂。太陽劇團亞洲長駐表演《ZAIA》（薩雅），於2013年2月19日上演最後一場。澳門本地社會人士向來認為，ZAiA雖然深受西方觀衆歡迎，但始終未被華人觀衆尤其內地觀衆接受。相對於水舞間的驚險刺激和感觀快感備受亞洲觀衆受落，ZAiA的藝術感和偏休閒式劇目節奏，難免曲高和寡。

### 威尼斯人購物中心

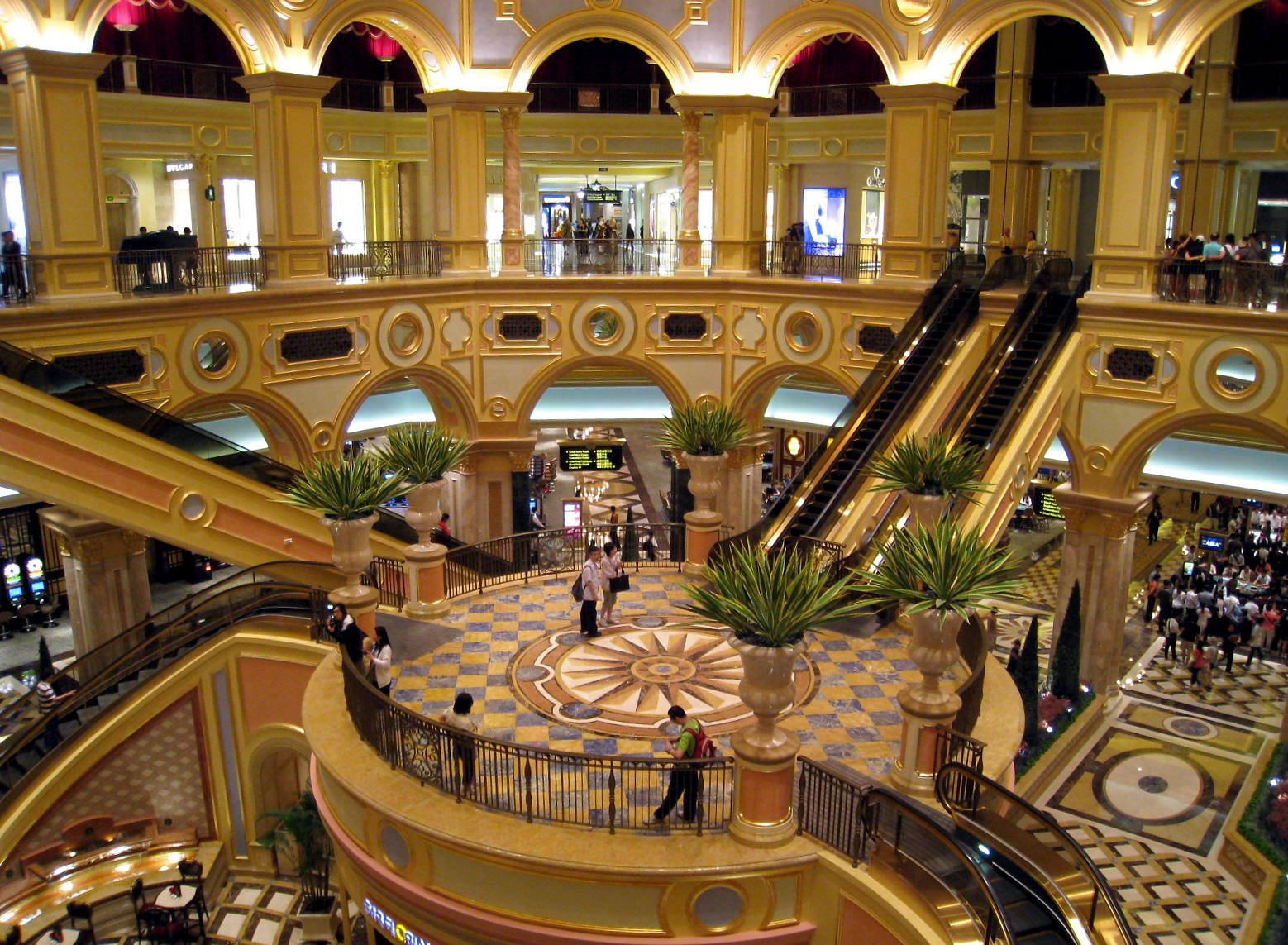
威尼斯人購物中心瑰麗堂

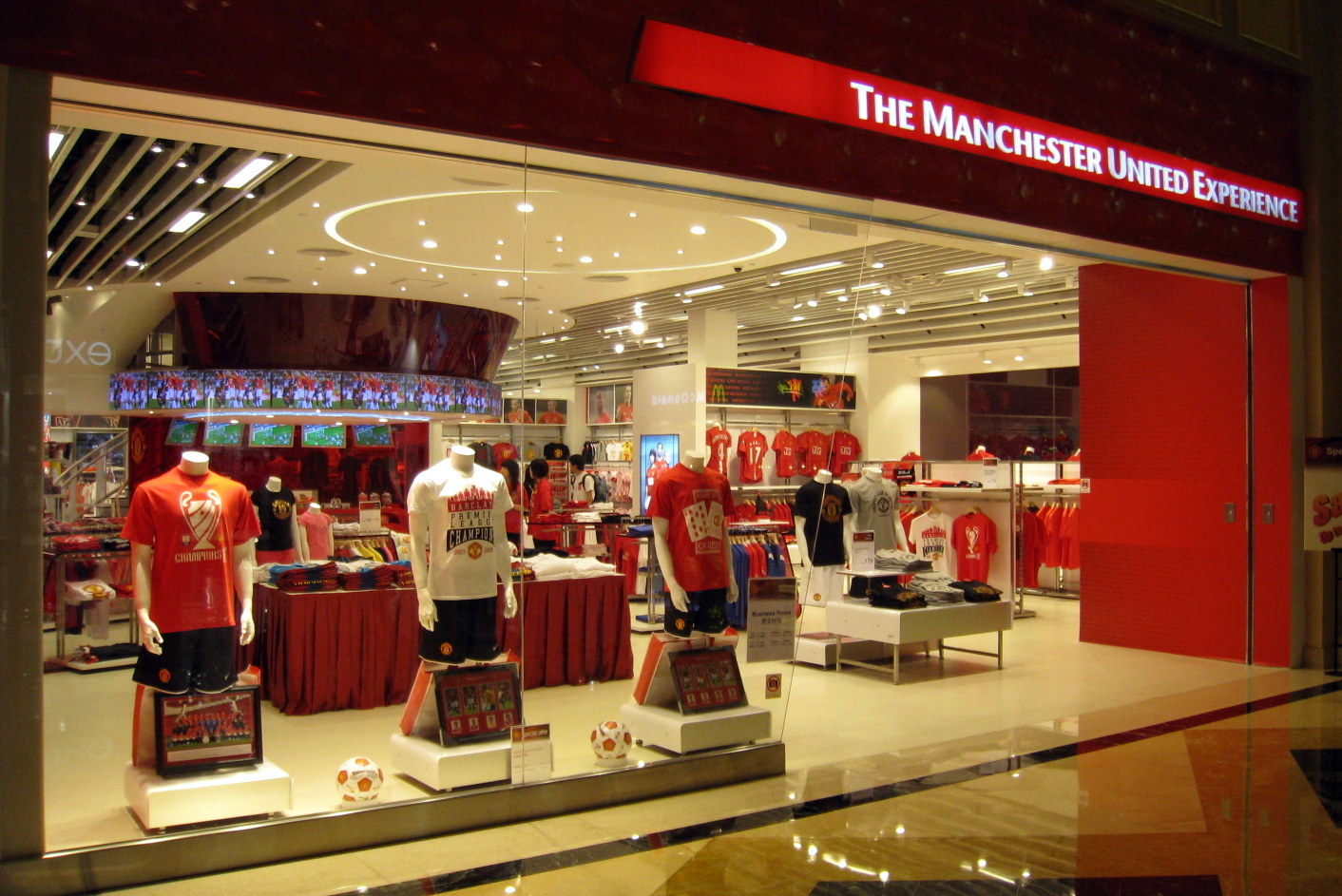
全亞洲最大的曼聯商品旗艦店位於該中心內

威尼斯人購物中心，（前稱：大運河購物中心）是澳門最大型的室內購物中心，位於澳門威尼斯人度假村酒店第三樓層，面積達968,000平方呎，雲集超過350家購物商戶、數十家食店和3條各長390呎的運河。整個購物中心被一幅偌大的天幕覆蓋，天幕可配合電腦控制的燈光效果，營造出晨昏日出日落的雲彩和天色，配合特色街道、運河、157呎的里亞特橋，環境典雅瑰麗，令旅客仿如置身昔日威尼斯的街道。
商場內的購物商戶超過350家，提供時裝、珠寶、飾物、禮品、服務、餐廳以至體育用品，店舖的分佈都取決於區域的設置，同一系列的店舖多數會分佈在同一區域，當中只有少數是不跟從這一個慣性；而場內設有3個不同區域，這3個不同區域都是以中心內的3條室內運河而形式的，這3條運河分別是大運河、聖路卡運河及馬可孛羅運河，而這3個區域都會設有大小不同的食肆。
該中心內大部份商戶都是知名品牌，當中首次進駐澳門的食肆包括有板前壽司、利苑酒家、峰景餐廳、Five Guys等，除著名食肆外，更不乏多個國際知名時尚品牌，如Uniqlo 、H&M、馬莎百貨、Bath & Body Works、 Agnès b.、伯爵錶、蒂芙尼公司、乔治·阿玛尼、克蘭詩、Hogan等。
而根據集團公佈的數字顯示，威尼斯人購物中心及四季·名店於2008年的合計零售額為30.3億澳門元，按2007年全澳零售126億計算，市佔24%，堪稱零售巨無霸，舉足輕重。但儘管如此，威尼斯人集團也因為希望可以減輕負債，擬把大運河購物中心及四季．名店出售。
自2010年初開始，多間商戶陸續結業，部份店舖改為藥房及鐘表店，主打內地客生意，亦有部分空置。商場人流只集中於美食廣場，其餘範圍顯得冷清。

#### 運河
威尼斯人購物中心內有3條室內運河，這分別是大運河、聖路卡運河及馬可孛羅運河，這3條運河互不相通，各運河中有多條貢多拉船往來穿梭，顧客可付費乘船遊覽各運河。這3條運河的設計意念源於威尼斯水鄉的迷人景色為主題，運河周圍充滿威尼斯特色建築群及拱橋，讓人猶如置身於浪漫的威尼斯，享受異國風情。不過自2011年開始，部份貢多拉船已停止運作。

#### 貢多拉

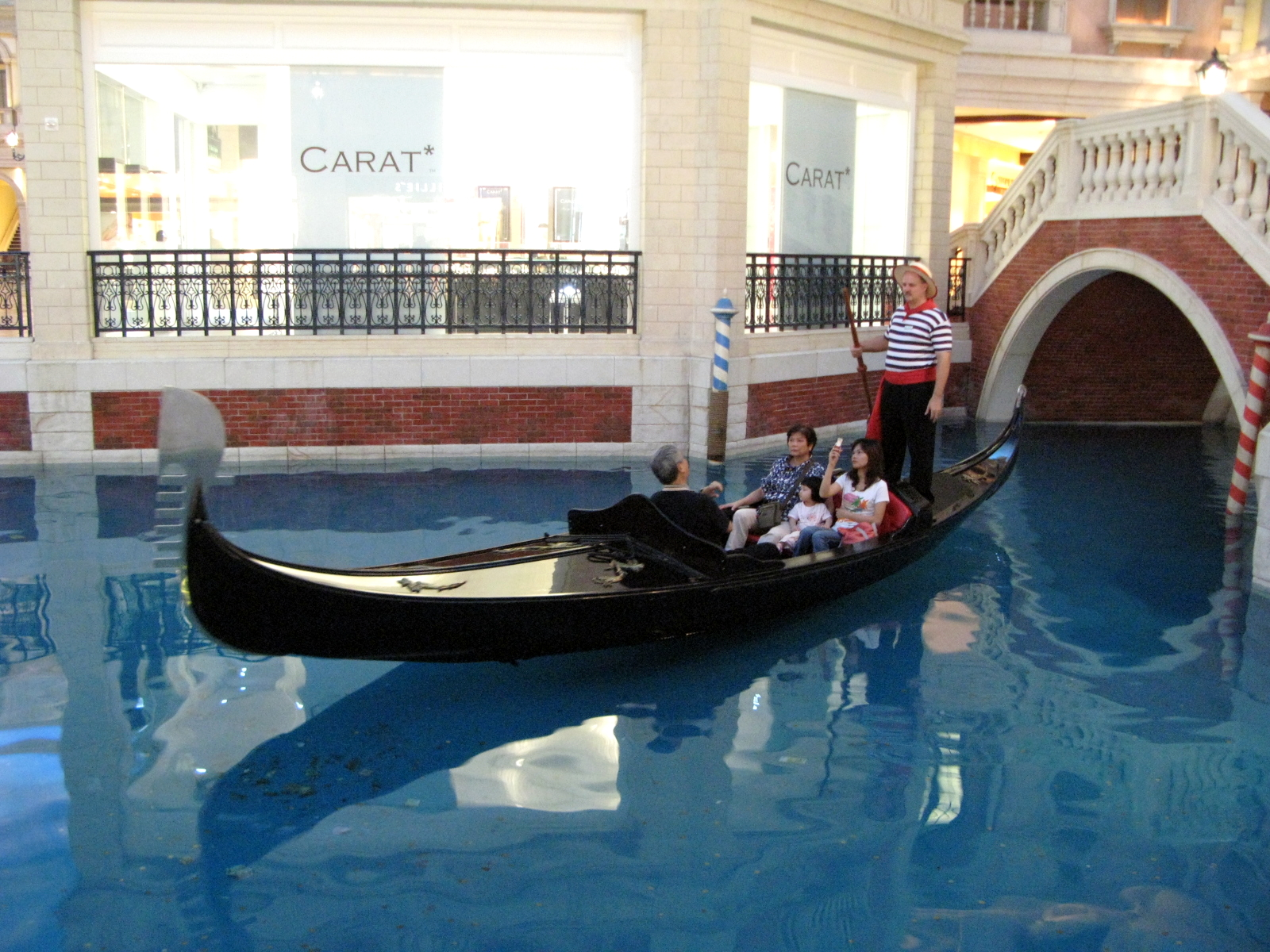
購物中心內的貢多拉船

貢多拉源於意大利威尼斯，是當地特有的和最具代表性的傳統划船，船身全漆黑色，由一船夫站在船尾划動。位於澳門威尼斯人度假村酒店的威尼斯人購物中心亦提供貢多拉遊船服務，中心內的貢多拉意念也源於意大利威尼斯內穿梭不斷的貢多拉。大運河購物中心內設有三條以威尼斯有名的運河命名的水道，包括「大運河」、「聖路卡運河」及「馬可孛羅運河」，三條運河互不相通，各有約10條的貢多拉船提供遊船服務，輪流在各自的航道穿梭，來回航程約15分鐘。船夫多是外籍人士，依顧客的喜好，一邊掌船一邊唱歌。而酒店外圍的仿聖馬可廣場上的人工湖，同時也提供戶外貢多拉遊船服務。近年數條貢多拉船被改裝成龍頭船，大概是為了迎合亞洲人的需要。

#### 聖馬可廣場

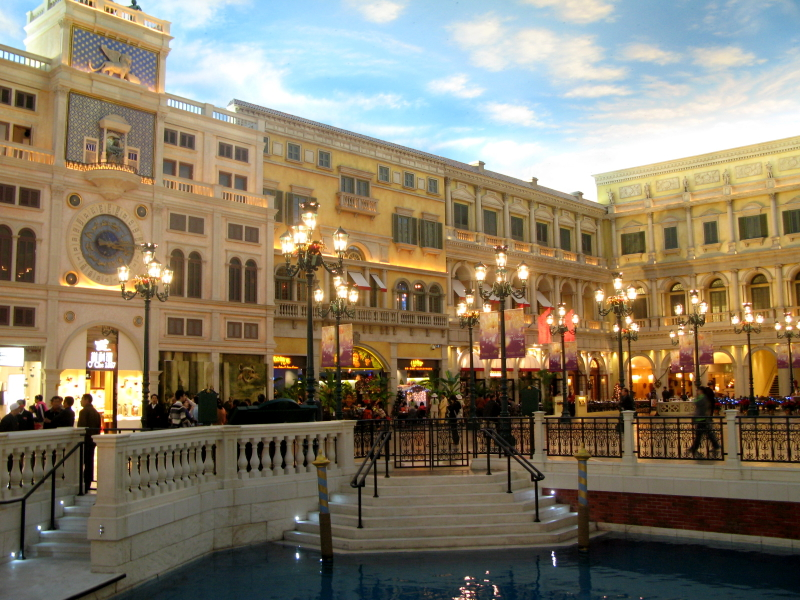
購物中心內的聖馬可廣場

聖馬可廣場是意大利威尼斯的中心廣場。在威尼斯，聖馬可廣場是唯一被稱為的廣場，其他的廣場無論大小皆被稱為Campi。而於威尼斯人購物中心內的聖馬可廣場經常舉行精彩的表演節目，例如鋼琴獨奏、默劇等。聖馬可廣場旁也設有貢多拉船碼頭，及仿聖馬可鐘樓。

### 飲食
大運河購物中心內設有多家不同食府，由中西各國美食，以至自助餐、快餐、咖啡廳、酒吧、美食廣場都一應俱全。大部份的食肆都是設於購物中心內，食肆的設置沒有一個固定模式，令到遊客可邊購物邊選擇合適的食肆。同時娛樂場樓層亦設有數家食府，其中設有過千座位的澳門峰景餐廳，亦是全亞洲最大的餐廳之一。而娛樂場內的數家食府因設於娛樂場內，屬非合家歡區域，因此並不招待21歲以下人士，換言之未成年人士只能前往其他並非設於娛樂場所之食肆或快餐店。

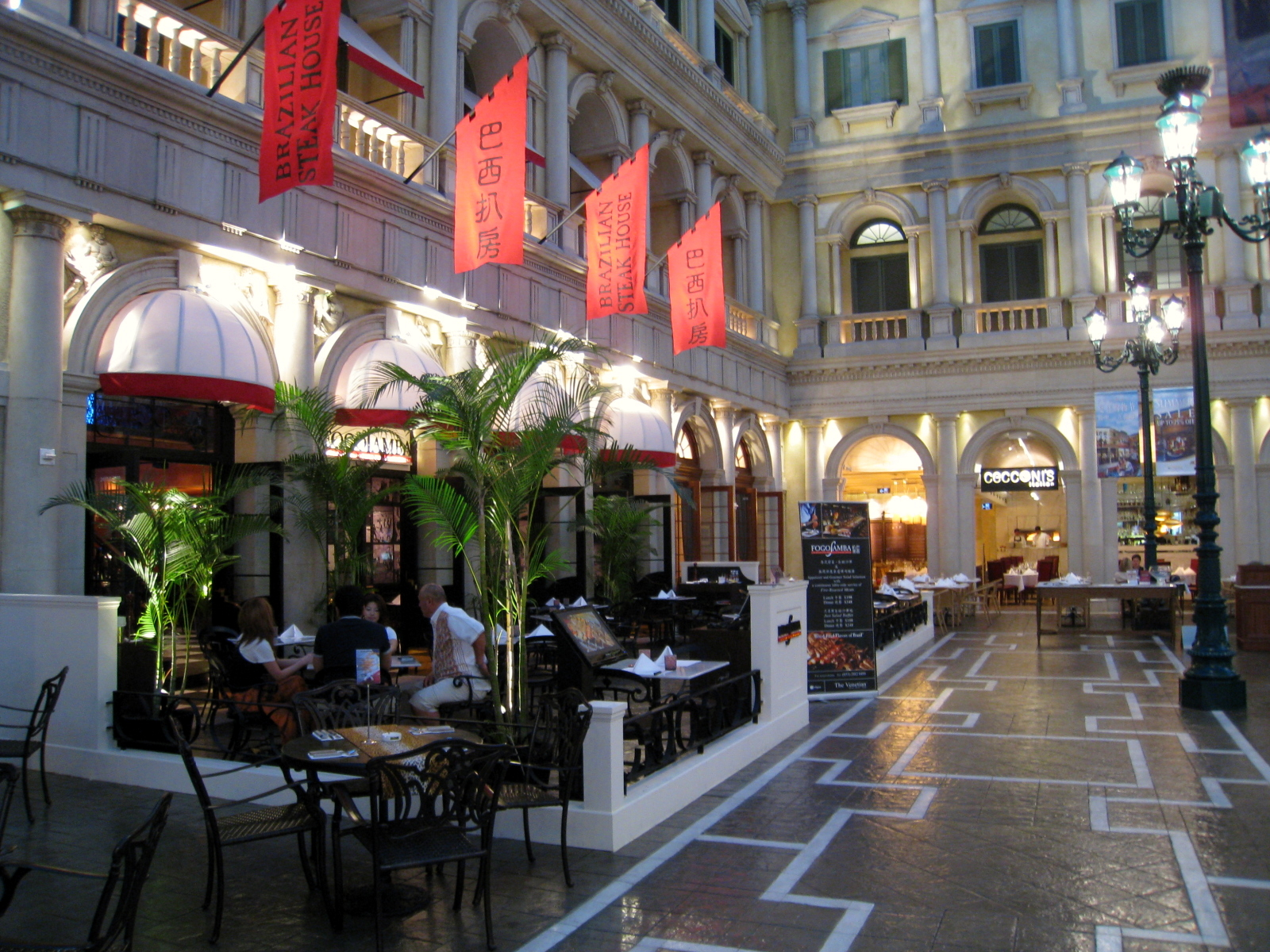
大運河購物中心內的聖馬可廣場食肆模仿露天茶座設計
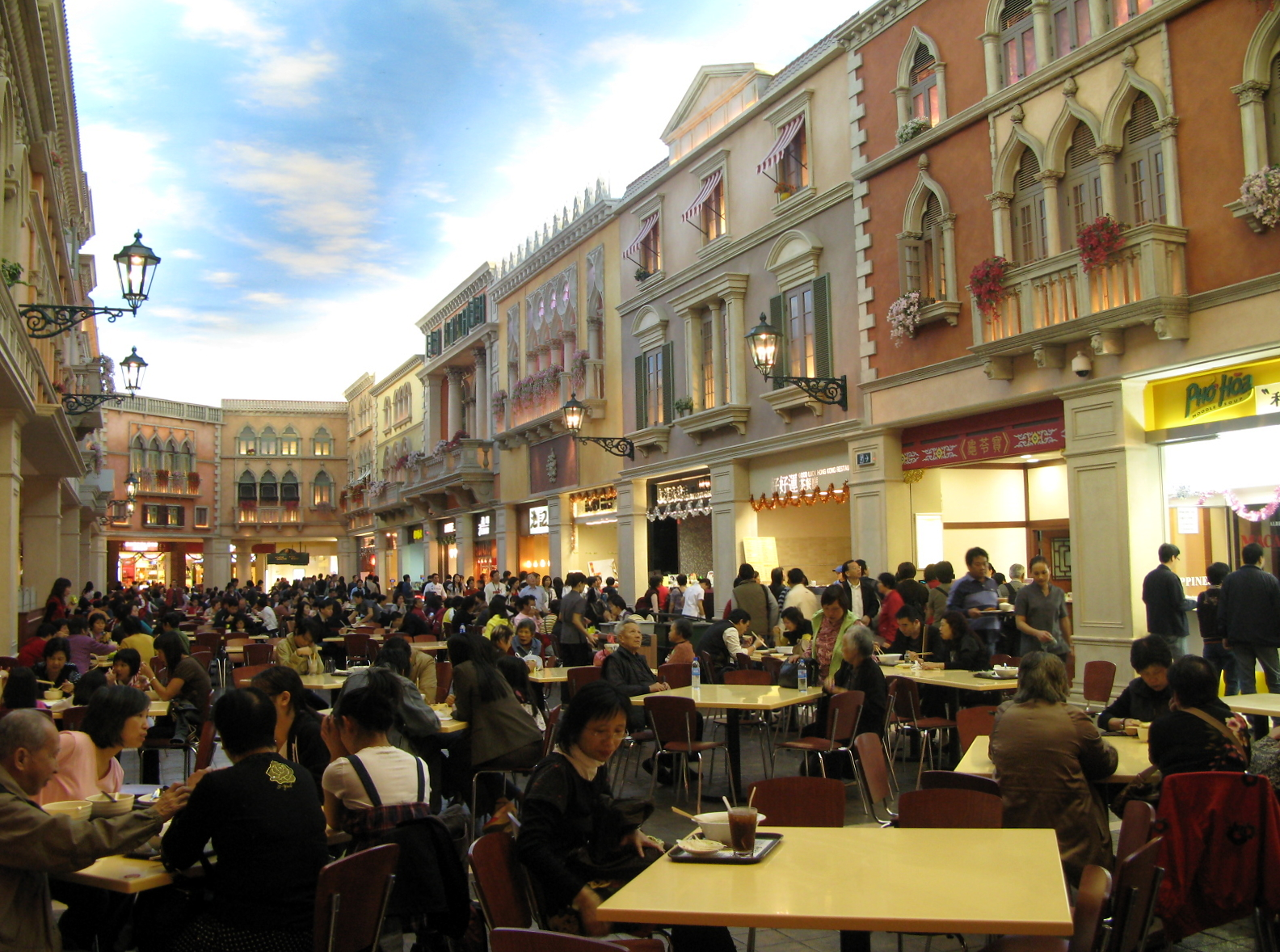
大運河購物中心內的美食廣場
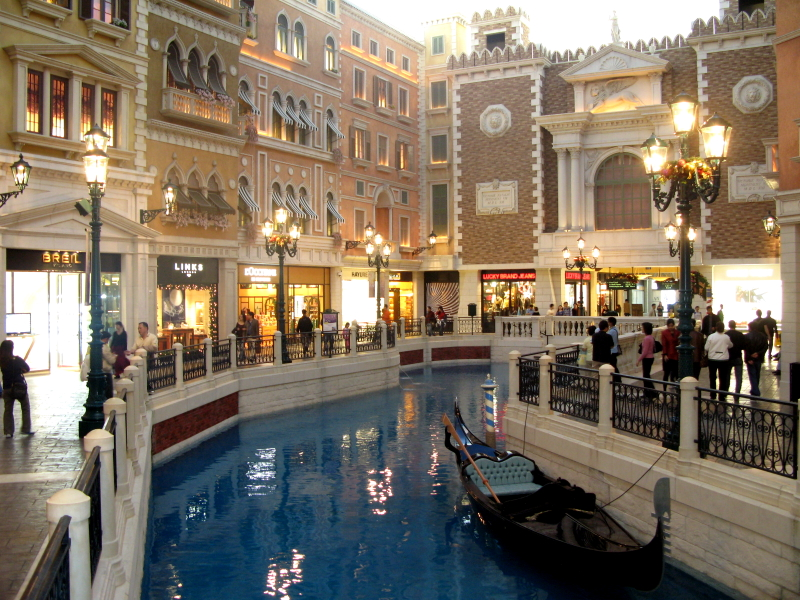
大運河購物中心內的聖路卡運河
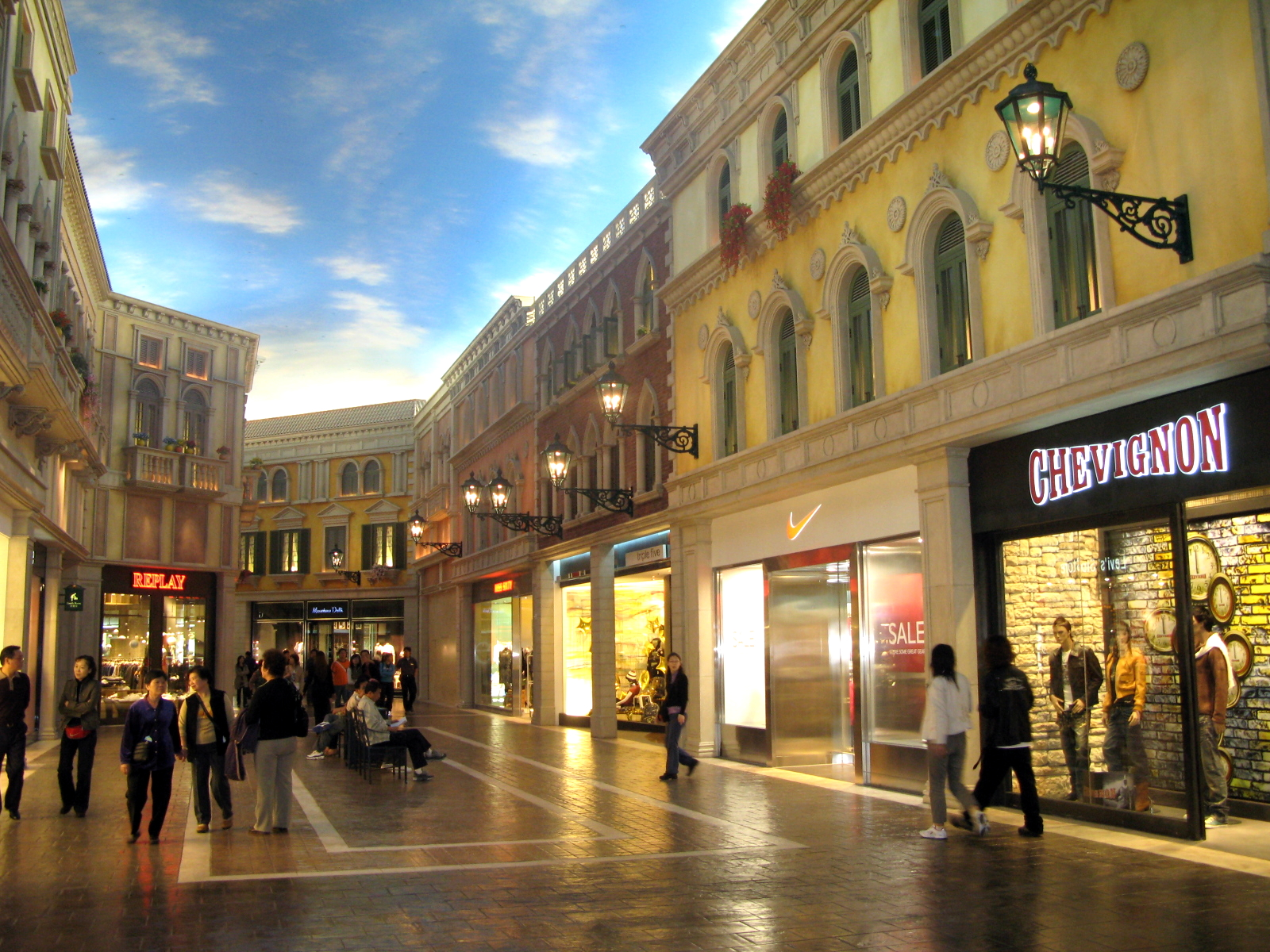
名都廣場
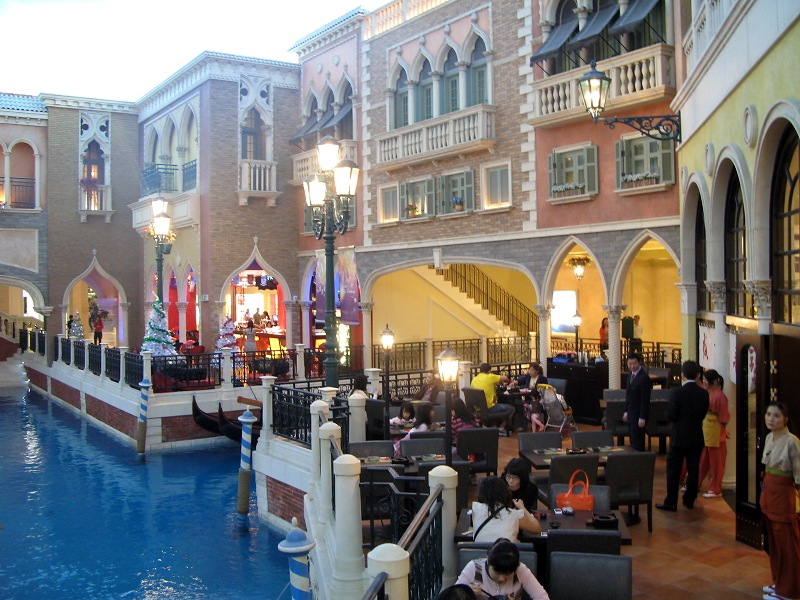
大運河購物中心內食肆
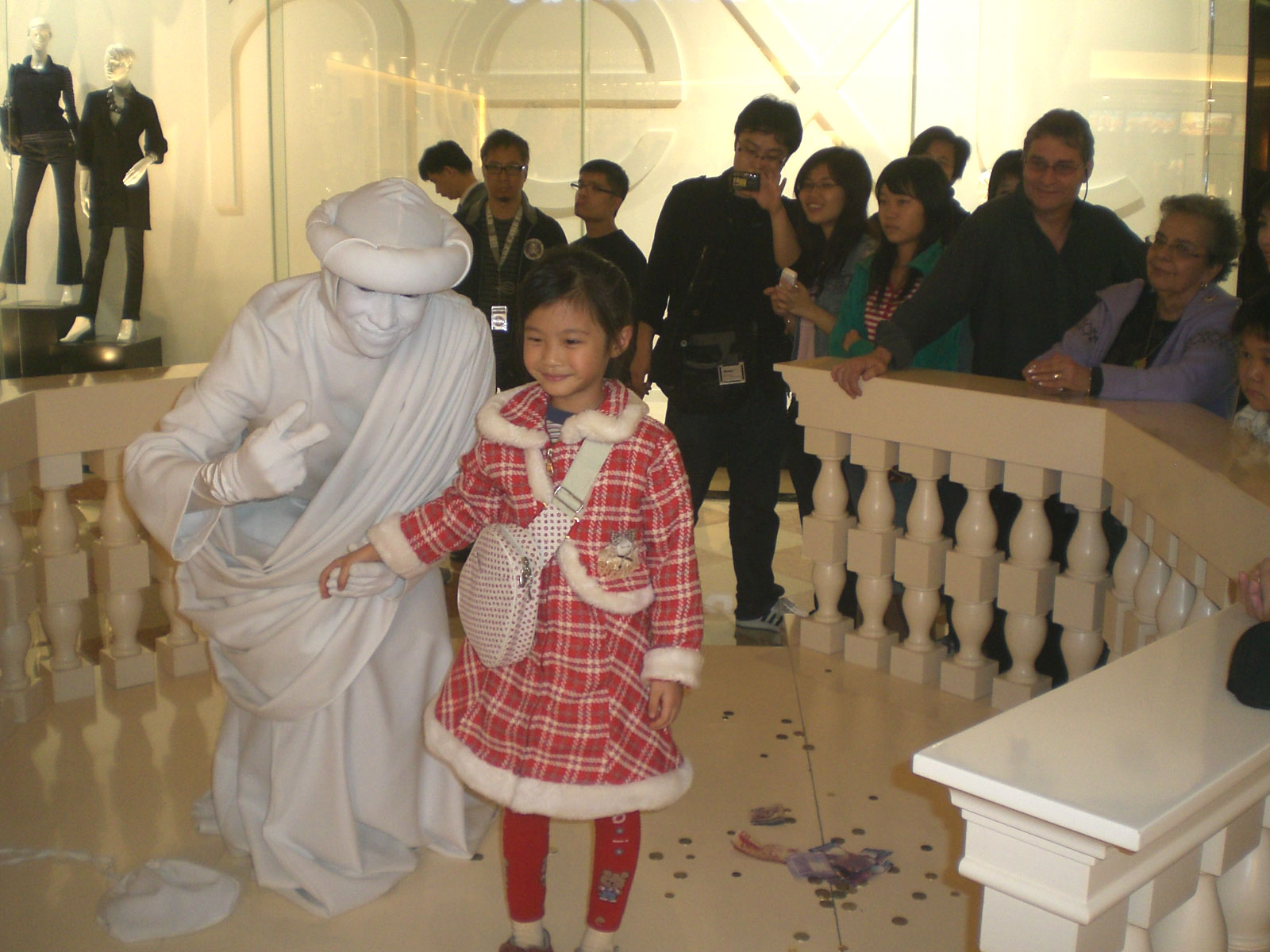
大運河購物中心內的表演藝術活雕像

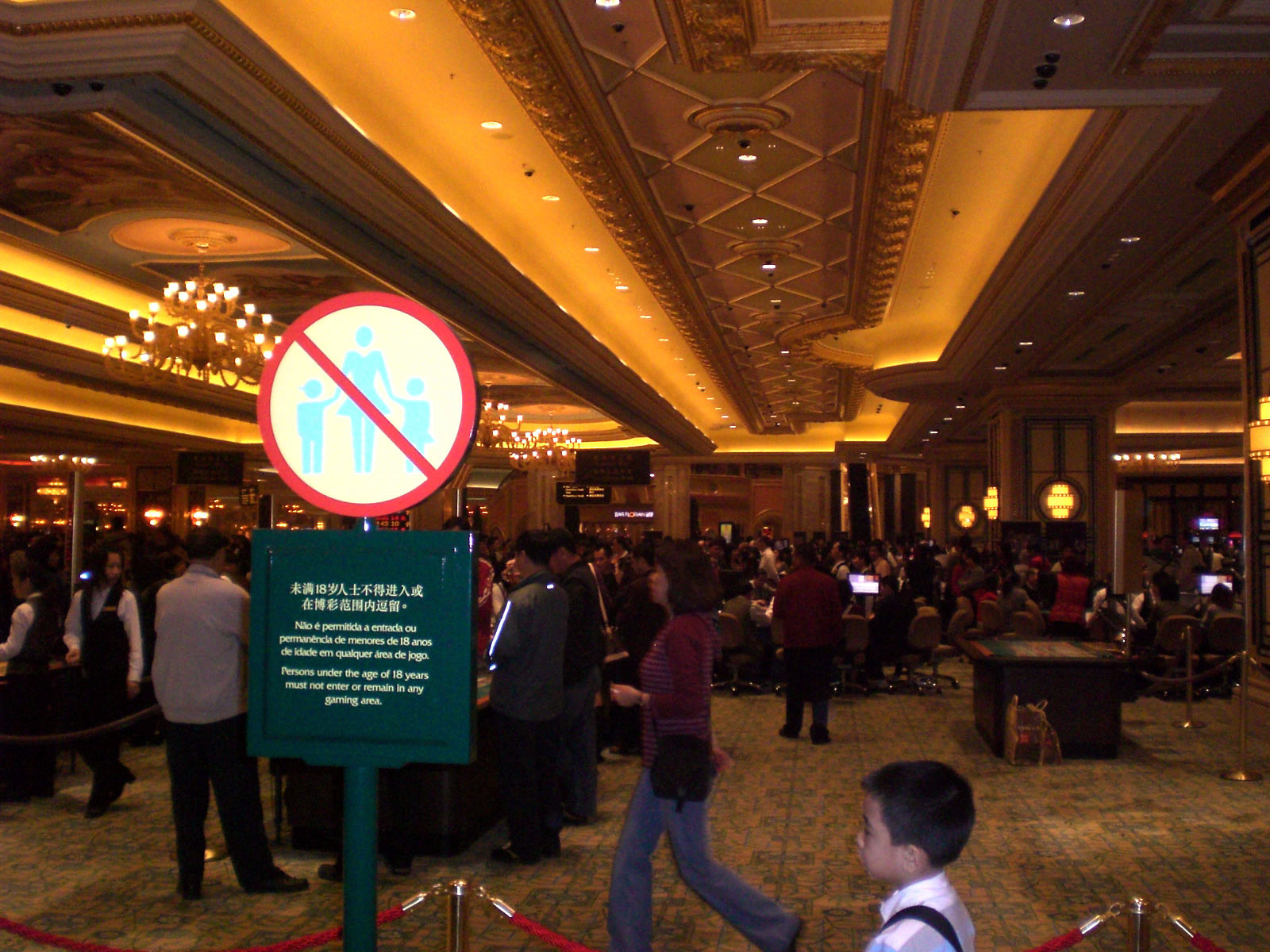
澳門威尼斯人娛樂場

### 威尼斯人旗下營運餐飲
品粵軒

北方館

帝王點心

醉江南

喜樂日本料理

喜樂拉麵

赤龍麵館

### 已停業餐廳
楓竹自助餐

喜粵

皇雀

碧濤意國漁鄉

### 澳門威尼斯人娛樂場
澳門威尼斯人娛樂場是全球最大的娛樂場，佔地55萬平方呎，分「帝王殿」、「赤龍殿」、「鳳凰殿」以及「金鱗殿」四個主題區。場內四區共設有約870張賭桌，有百家樂、廿一點、輪盤等博彩遊戲，另外還設有超過3,400部角子老虎機。賭場樓底特高，置身其中有「一望無際」或「浩瀚」的感覺。值得一提的是，娛樂場內設有兩條螺旋型的電動扶梯，也是全澳僅有的兩條。
娛樂場採用開放式管理，各個出入口均設有隱閉式電子安檢系統，且有多名保安抽樣作身分檢查，賭場開放初期各出入口不設間隔，未成年人士在商場可以遙望賭場內景，因此這種開放式管理有商榷之點，到2009年起便設置間隔分隔公眾通道及娛樂場。雖然娛樂場設有衣帽間，但娛樂場方面並不會強制規定入場人士存放非隨身物品。

## 獎項
| 獲獎年份 | 頒獎機構                                           | 獎項名稱                                              |
| -------- | -------------------------------------------------- | ----------------------------------------------------- |
| 2007年   | Finance Asia Business Travel Poll Awards 2007      | Best Hotel in Macau                                   |
| 2008年   | The Affluent Traveler                              | Award of Distinction 2008                             |
| 2008年   | Conde Nast                                         | 2008 hot hotel                                        |
| 2008年   | 〈亞太會議展覽及獎勵旅遊〉雜誌                     | 亞洲最佳商務會展酒店                                  |
| 2008年   | 第三屆中國酒店星光獎                               | 中國十大最具魅力酒店                                  |
| 2008年   | 第三屆中國酒店星光獎                               | 中國十佳會議會展酒店                                  |
| 2008年   | 2008 TTG China旅遊大獎                             | 澳門最佳新酒店                                        |
| 2008年   | 2008 TTG China旅遊大獎                             | 澳門最佳會展酒店                                      |
| 2008年   | TTG Asia旅遊大獎                                   | 最佳綜合度假村                                        |
| 2008年   | 亞洲酒店論壇中心                                   | 2008AHF亞洲大獎-亞洲最受歡迎綜合性度假酒店            |
| 2008年   | 商旅2008                                           | 澳門最佳商務酒店（第三名）                            |
| 2008年   | 2008旅行者行業大獎                                 | 最佳度假酒店                                          |
| 2008年   | 旅訊“2008中國旅遊業界獎”                           | 最佳會議展覽中心                                      |
| 2008年   | Environmental Protection Bureau of the Macao SAR   | Macao Green Hotel Award                               |
| 2009年   | 〈亞太會議展覽及獎勵旅遊〉雜誌                     | 亞洲最佳銷售團隊亞軍                                  |
| 2009年   | 〈亞太會議展覽及獎勵旅遊〉雜誌                     | 亞洲最佳商務會展酒店                                  |
| 2009年   | 旅遊休閒雜誌                                       | 2008年度最佳商務酒店                                  |
| 2009年   | 2009 TTG China旅遊大獎                             | 澳門最佳會展酒店                                      |
| 2009年   | Finance Asia Business Travel Poll Awards 2008      | Best Hotel in Macau                                   |
| 2009年   | 2009年第20屆TTG旅遊大獎                            | 最佳綜合度假村                                        |
| 2009年   | 2009年《商旅（中國）》                             | 澳門最佳商務酒店                                      |
| 2009年   | Hotel Club Awards Asia                             | Top 3 Five Star Hotels                                |
| 2009年   | Hotel Club Awards Asia                             | Top 5 Most Popular Hotels in Asia                     |
| 2010年   | Metro Finance - Hong Kong Leader’s Choice          | Excellent Brand of Travel & Resort                    |
| 2010年   | Casino Interior Design                             | International Gaming Awards                           |
| 2010年   | 第五屆中國星光獎                                   | 2009中國十佳會議會展酒店                              |
| 2010年   | 2009 TTG China旅遊大獎                             | 澳門最佳會展酒店                                      |
| 2010年   | Finance Asia Business Travel Poll Awards 2009      | Best Hotel in Macau                                   |
| 2010年   | 2010 Business Traveller Asia-Pacific Readers’ Poll | Best Business Hotel in Macau                          |
| 2010年   | Smart Travel Asia                                  | Best In Travel 2010 Hot 25 – Leisure Hotels           |
| 2011年   | Gold List-Award of China Tourism by Traveler       | 2011 Best Resort Hotel                                |
| 2011年   | 2011年TTG China旅遊大獎                            | 澳門最佳會議接待酒店                                  |
| 2011年   | Smart Travel Asia                                  | Best In Travel 2011 Hot 25 – Leisure Hotels presented |
| 2011年   | 《旅訊》「中國旅遊業界獎」                         | 最佳五星級酒店                                        |
| 2011年   | 胡潤百富2011                                       | 澳門最佳總統套房—最舒適典雅                           |
| 2012年   | 印度及南亞《悅旅》雜誌                             | 全球最佳度假村                                        |
| 2012年   | Finance Asia Business Travel Poll Awards 2012      | 澳門最佳酒店                                          |
| 2012年   | TTG中國旅遊大獎2012                                | 澳門最佳會議接待酒店                                  |
| 2012年   | 澳門環境保護局                                     | 「澳門環保酒店獎」最高級別的金獎                      |
| 2012年   | 2012悅旅中國旅行獎                                 | 中國百佳酒店                                          |
| 2012年   | 世界雜誌”2012旅遊盛典”                             | 最佳旅遊酒店                                          |

## 鄰近建築／景點
| 景點 - 路環小型賽車場 - 澳門賽馬會 - 澳門國際遊艇俱樂部 旅館或商業項目 - 皇庭海景酒店 - 澳門葡京人 | 建設 - 路氹國際體育綜合體 - 澳門東亞運動會體育館 （澳門蛋） - 保齡球中心 - 網球學校 - 國際射擊中心 - 澳門戶外表演區 - 澳門科技大學 - 科大醫院 - 蓮花大橋 - 東方高爾夫球會 - 離島醫院綜合體北京協和醫院澳門醫學中心 - 駕駛學習暨考試中心 - 澳門鏡湖護理學院 | 「路氹金光大道™」商標項目 - 澳門威尼斯人度假村酒店 - 金光綜藝館 - 澳門百利宮 - 四季酒店 - 百利沙娛樂場 - 四季·名店 - 澳門倫敦人 - 康萊德酒店 - 倫敦人酒店 - 倫敦人名匯 - 瑞吉酒店 - 澳門巴黎人 - 巴黎人酒店 | 路氹城其他大型項目 - 新濠天地 - 頤居 - 迎尚酒店 - 君悅酒店 - 摩珀斯酒店 - 新濠大道 - 澳門銀河 - 澳門銀河酒店 - 澳門大倉酒店 - 澳門悅榕庄酒店 - 澳門JW萬豪酒店 - 澳門麗思卡爾頓酒店 - 澳門百老匯 - 萊佛士酒店 - 安達仕酒店 - 澳門嘉佩樂酒店 - 新濠影滙 - 新濠影滙酒店 - 澳門W酒店 - 永利皇宫 - 永利皇宮酒店 - 美獅美高梅 - 上葡京 |

## 交通

### 自設交通
「路氹金光大道─金光穿梭巴士」提供來往酒店與各口岸的免費接駁專巴服務，設有以下8條路線：
- 澳門威尼斯人↔ 關閘東側上落客區
- 澳門威尼斯人↔ 橫琴口岸
- 澳門威尼斯人↔ 金沙娛樂場
- 澳門威尼斯人 ↔ 港珠澳大橋澳門邊檢大樓
- 澳門威尼斯人↔ 外港客運碼頭
- 澳門威尼斯人↔ 澳門國際機場
- 澳門威尼斯人↔ 氹仔客運碼頭
- 南灣（新八佰伴對面）→　澳門威尼斯人（單向服務，只於金光綜藝館有活動時供持票觀眾使用）

### 公共交通

#### 輕軌
- █  氹仔線路氹西站

#### 巴士
T363 連貫公路／威尼斯人（Est. do Istmo／Venetian）
路線：15、21A、25、25AX、25B、26、26A、56、MT4、N3
T366 望德聖母灣馬路／紅樹林（Est. Baia N. S. Esperança／Mangal）
路線：25B、25BS、26A、35、51A、MT1、MT3
T367 望德聖母灣馬路／連貫公路（Est. Baia N. S. Esperança／Istmo）
路線：25B、25BS、26A、30X、35、51A、701X、MT1、MT3
T375 連貫公路／新濠天地（Est. do Istmo／C.O.D）
路線：15、21A、25、25AX、25B、25BS、26、26A、51X、56、MT4、N3
T376 連貫公路／巴黎人（Est. do Istmo／Parisian）
路線：15、21A、25、25AX、25B、25BS、26、26A、51X、56、701X、MT4、N3
T394 新城大馬路／威尼斯人（Av. Cidade Nova／Venetian）
路線：51A、71S、72、701X
T395 新城大馬路／銀河（Av. Cidade Nova／Galaxy）
路線：51A、72

### 跨境交通
- 橫琴-澳門跨境通勤專線（C2線）
  - 往澳門方向：僅供落客，開往新葡京酒店（終點站）
  - 往橫琴方向：新濠影匯（僅供上客）、橫琴口岸、金源國際廣場、橫琴國際商務中心、環島東路中（三一總部大廈）